# Booker T Word
Booker T Word (ur. 14 kwietnia 1964 w Ypsilanti) – amerykański bokser, były mistrz świata IBO w wadze cruiser.

## Profesjonalna kariera
Na zawodowych ringach zadebiutował w wadze półciężkiej 8 lutego 1985 remisując z Leonardem Brandonem. W swoim szesnastym pojedynku doznał pierwsze porażki ulegając Arthelowi Lawhorne o mistrzostwo stanu Michigan w wadze półciężkiej. Po dwóch zwycięskich walkach 12 czerwca 1990 spotkał się z niepokonanym od szesnastu walk Anthonym Hembrickem wygrywając przez techniczny nokaut już w  pierwszej rundzie oraz zdobywając pas USBA w wadze półciężkiej jak i również skutecznie broniąc go niecały miesiąc później pokonując przez TKO w dziewiątej rundzie Kempera Mortona. Po stoczeniu czterech pojedynków stracił pas przegrywając 20 czerwca 1992 z Tim Hillie. 13 października 1993 przegrał przez TKO w drugiej rundzie z byłym mistrzem IBF w wadze półciężkiej Charles Williams. Po tej walce miał trzyletnią przerwę w boksowaniu i na ring powrócił pod koniec 1996 roku i po stoczeniu dwóch pojedynków 18 kwietnia 1997 pokonał przez techniczny nokaut w ósmej rundzie Vinsona Durhama zdobywając pas federacji IBO w wadze junior ciężkiej. Stoczył jeszcze osiem walk przegrywając wszystkie między innymi z przyszłym mistrzem świata wagi ciężkiej Olegiem Maskajewem kończąc karierę w 1999 roku.